# Lignages d'Outremer
Los Lignages d'Outremer («Linajes de Ultramar») describen los linajes de las familias cruzadas más importantes.
Una primera versión fue escrita en 1270 y está disponible en dos manuscritos del siglo XIV. Una versión posterior se produjo en 1307 o 1308, otra en italiano, 1398 (Notizie sopra i Re di Gerusalemme e di Cipro e loro parentela, etc.). Fue compilado por Pierre de Flory (Piero de Fiorin), vizconde de Nicosia, quien probablemente también proviene de Antioquía, y Simón de Jerusalén, y probablemente fue escrito en Chipre. Los linajes nombran a más de mil personas en las diferentes versiones. Entre ellos se encuentran los condes Ibelin de Jaffa. Se incluye como apéndice a la Recueil des historiens des croisades (Colección de historiadores de las cruzadas).

## Manuscritos
- Biblioteca Nacional de Francia, París (varios manuscritos)
- Biblioteca Estatal de Baviera, Múnich (Codex Gallus 771)
- Biblioteca Apostólica Vaticana (Codex Vaticanus latinus 4789 y  7806 A)
- Biblioteca Marciana, Venecia (app. 20265)